# Pseudowiskacz stokowy
Pseudowiskacz stokowy (Octomys mimax) – gatunek gryzonia z rodziny koszatniczkowatych (Octodontidae), jedyny przedstawiciel monotypowego rodzaju pseudowiskacz (Octomys). W wydanej w 2015 roku przez Muzeum i Instytut Zoologii Polskiej Akademii Nauk publikacji „Polskie nazewnictwo ssaków świata” gatunkowi nadano nazwę pseudowiskacz stokowy, rezerwując nazwę pseudowiskacz dla rodzaju tych gryzoni.
Występuje u podnóża i na niższych zboczach Andów pomiędzy 28°–32°S, na terenach części ekosystemu Monte w Catamarca, La Rioja, San Juan, i prowincji Mendoza w Argentynie.

## Genetyka
Garnitur chromosomowy O. mimax tworzy 56 par chromosomów.